# Tony Matelli

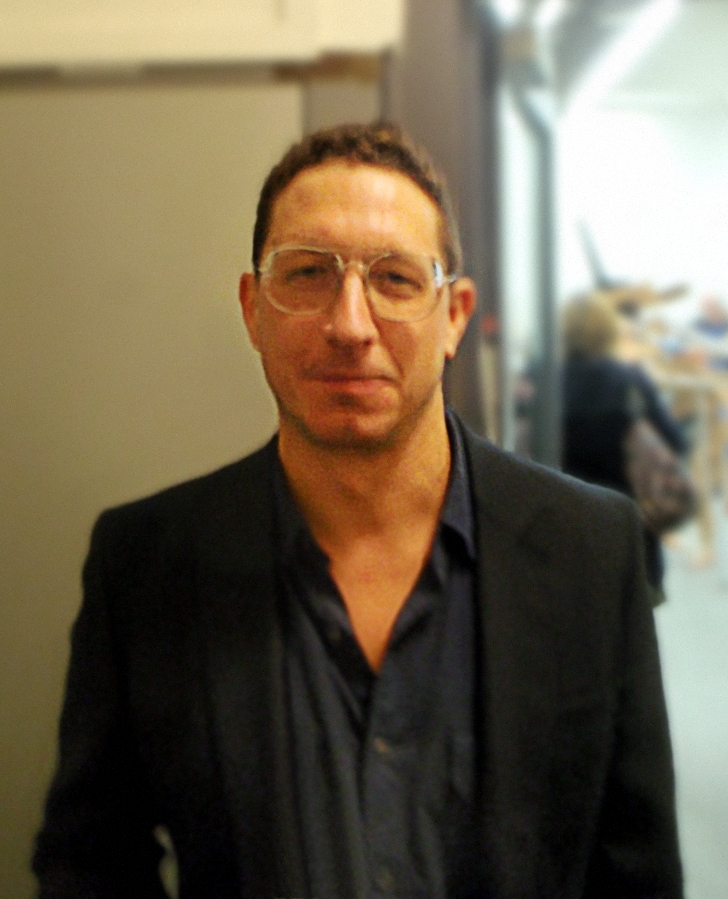
Tony Matelli bei einer Ausstellung im Bergen Kunstmuseum

Tony Matelli (* 1971 in Chicago, Illinois) ist ein US-amerikanischer Künstler, der im New Yorker Stadtbezirk Brooklyn lebt und arbeitet. Seine äußerst realistisch wirkenden Plastiken, die oft in surrealistischer Positionierung präsentiert sind, werden dem Hyperrealismus zugeordnet.

## Leben

### Ausbildung
Tony Matelli wurde in Chicago (Illinois) geboren und wuchs in Delavan (Wisconsin) auf, wo er an der Delavan-Darien High School graduierte. Er begann seine Ausbildung 1991 bei der Alliance of Independent Colleges of Art (Stipendium Independent Study Program) in New York, N.Y., erhielt den Bachelor of Fine Arts (B.F.A.) 1993 am Milwaukee Institute of Art & Design in Wisconsin und den Master of Fine Arts (M.F.A.) 1995 an der Cranbrook Academy of Art in Michigan. 1998 erhielt er ein Stipendium der New York Foundation for the Arts (NYFA) und arbeitete mehrere Jahre bei Jeff Koons.

### Künstlerisches Werk

#### Materialien und Arbeitstechnik
Matelli kombiniert bei seiner künstlerischen Arbeit sehr unterschiedliche Materialien wie Metalle (Stahl, Bronze), Glas, Porzellan, Marmor, Kunststoffe (Silikone, Schaumstoffe, Fiberglas, Epoxidharz), Papier und Alltagsgegenstände, sowie biologische Materialien (beispielsweise Tierhaar), die mit hohem technischen und handwerklichen Aufwand verarbeitet und dann farblich durch Airbrushing abgestimmt werden. Seine Künstlerwerkstatt in Brooklyn, in der auch andere Personen mitarbeiten, führt er als Tony Matelli LLC.

#### Plastiken
Tony Matelli

Josh (2010)

(Bitte Urheberrechte beachten)
Die meisten Werke Matellis zeigen hyperrealistische Darstellungen von Menschen, Tieren, Pflanzen und Gegenständen, die surrealistisch positioniert sind.
Beispielsweise zeigt sein Werk Josh einen barfüßigen jungen Mann, bekleidet mit grauen Bermuda-Shorts – aus denen der Bund rötlicher Boxershorts hervor ragt –, weißem T-Shirt und offenem, blau-weiß kariertem Hemd, der liegend über dem Boden zu schweben scheint.
Tony Matelli

Arrangement (2012)

(Bitte Urheberrechte beachten)
Die bemalte Bronzeskulptur Arrangement, von der es – wie auch von mehreren anderen Werken Matellis (Sleepwalker, Fuck it, Free Yourself!, Weeds, Old Enemy. New Victim, die mit Untitled bezeichneten Seilstrukturen etc.) – mehrere leicht unterschiedliche Versionen gibt, stellt ein Arrangement von Lilien in einer Blumenvase dar, ist aber in ungewöhnlicher Weise um 180° gedreht: Die Vase befindet sich oben und der Blumenstrauß unten.
Tony Matelli

 Fuck it, Free Yourself! (2007)

(Bitte Urheberrechte beachten)
In einer weiteren Serie zeigt Matelli Spiegel, die so gestaltet sind, als habe jemand in den Staub auf diesen Spiegeln mit dem Finger Wörter geschrieben oder naive Zeichnungen gemacht.
Die Stahl/Porzellan-Plastik Fuck it, Free Yourself! zeigt brennende Geldscheine auf einer Metallkiste; das Feuer hat sie angebrannt, doch zerstört es sie nicht.
Neben überraschenden oder selbst humorvoll erscheinenden Plastiken stellt Matelli auch allegorische Werke „mit beunruhigenderen Seiten des menschlichen Lebens und der menschlichen Gesellschaft“ her, bei denen die Zentralfiguren mit Tumoren übersät, von Gegenständen durchbohrt oder erschlagen sind, sich übergeben, oder sich im Kampf auf Leben und Tod befinden.

#### Eigensicht und Wahrnehmung
Matelli sieht seine eigene Arbeit wie folgt: „Es ist ein romantischer Impuls in meiner Arbeit, der meinen Gefühlen, Gedanken und der Art, wie ich die Welt sehen, Form geben möchte. Ich bin fasziniert von diesem Moment, wenn man sich einer Wahrnehmungsverschiebung in seiner Umgebung gewahr wird, was eine scheinbar reale Erfahrung war, wird ein kompliziertes Kunsterlebnis. Dieses Herangehen an die Kunst ist wirklich machtvoll. Es lässt alles andere (nur) wie eine Requisite erscheinen, die nur auf eine Idee hinwies. Die Genauigkeit der Praxis hat einen großen Einfluss auf mich und meine Arbeit wirkt sich in diesem Sinne aus.“ Matelli hat in weiteren Interviews Einblicke in seine Arbeitsweise gegeben.
Lisa Fischman, die Direktorin des Davis Museums, beschreibt Matellis Kunst folgendermaßen: „In Matelli Arbeiten sind die physikalischen Gesetze der Objekte oft umgekehrt, auf den Kopf gestellt oder atomisiert und mit diesen geschickten Manipulationen von Materie und Schwerkraft ergeben sich tiefgreifende Neuorientierungen in Perspektive und Sichtweise. Matelli schafft eine Art Verzerrungsfeld, eine Linse, durch die eine Realität in Frage gestellt und eine andere erschaffen wird.“

#### Kontroverse um die PlastikSleepwalker
Tony Matelli

Sleepwalker 

(Bitte Urheberrechte beachten)
Im Rahmen der Matelli-Ausstellung New Gravity im Davis Museum wurde am 3. Februar 2014 die hyperrealistische Plastik Sleepwalker (Schlafwandler) auf dem Campus des Wellesley Colleges, einer Privathochschule für Frauen mit etwa 2.300 Studentinnen in Wellesley, Massachusetts, an einer Straße aufgestellt. Die 1,75 m (5 Fuß, 9 Inches) hohe, realistisch bemalte Bronze-Plastik zeigt einen nur mit ausgeleierter Unterhose bekleideten somnambulen weißen Mann mit kurzen Haaren, einem kleinen Bierbauch, geschlossenen Augen und vorgereckten Armen.
Gleich nach dem Aufstellen der Plastik startete eine Studentin des Colleges eine sowohl an die Collegepräsidentin H. Kim Bottomly als auch an die Museumsdirektorin Lisa Fischman gerichtete Petition mit dem Titel „Verlegen Sie den Schlafwandler ins Davis Museum“ mit dem Ziel, den Sleepwalker aus dem Außenbereich des Colleges entfernen zu lassen und ins Innere des Davis Museums zu bringen. Bis zum 13. Februar fanden sich 932 Unterstützer für die Petition. In der Zusammenfassung heißt es:
„Die Skulptur des fast nackten Mann auf der Wellesley College Campus ist eine unangemessene und potenziell schädliche Hinzufügung zu unserer Gemeinschaft, die wir, als Mitglieder der Studierendenschaft, sofort aus dem Außenraum entfernt und in das Davis Museum gebracht sehen wollen. Dort können die Studierenden die Installation auf eigenen Wunsch ansehen.“
Die Motivation und die Argumente, den Sleepwalker zu entfernen, wurden als „... eine seltsam puritanische Verzerrung des Liberalismus“ kritisiert.
Am 5. Februar 2014 gaben H. Kim Bottomly und Lisa Fischman eine gemeinsame Erklärung ab, dass die Plastik wie vorgesehen bis zum 20. Juli 2014 auf dem Campus verbleiben solle. In der Begründung heißt es:
„[Die Skulptur] hat ein leidenschaftliches Gespräch über Kunst, Geschlecht, Sexualität und individuelle Erfahrung, sowohl auf dem Campus als auch in den Medien gestartet. [Nur] Die wirklich besten Kunstwerke haben die Macht, sehr persönliche Gefühle zu stimulieren und zu unerwartet neuen Ideen zu provozieren, und diese Skulptur ist keine Ausnahme.“
Die gleichzeitig im Außenbereich aufgestellte Matelli-Plastik Stray Dog, ein herrenloser Blindenhund mit Führgeschirr, fand in der Öffentlichkeit wenig bis keine Beachtung.

### Ausstellungen
Seit seiner Thesis Exhibition in der Cranbrook Academy of Art (C.A.A. Art Museum, Bloomfield Hills, Michigan, USA) im Jahr 1995 waren Matellis Werke in mehr als 200 nationalen und internationalen Solo- und Gruppenausstellungen zu sehen (Status quo, Anfang 2014). Einige Ausstellungen wurden unter definierten Titeln angekündigt: Hopes and Dreams (1999), One Man Show (2009), Glass of Water (2011), A Human Echo (2013), New Gravity (2014).
Arbeiten von Matelli finden sich in folgenden Museen: ARoS Aarhus Kunstmuseum, Bergen Kunstmuseum, Centro Cultural Andratx, Cranbrook Art Museum, The Altoids Curiously Strong Collection (New York), Musée d’art contemporain de Montréal, Magasin 3 Stockholm Konsthall, Musée d’Art Moderne Grand-Duc Jean (Mudam),
Museum Ludwig, Museum of New Zealand Te Papa Tongarewa, The Philbrook Museum of Art (Tulsa), Staatliches Zentrum für Gegenwartskunst (Moskau), Skive New Art Museum, und Uppsala Konstmuseum.

### Vorträge und Seminare
Zwischen 1998 und 2012 gab Matelli 38 Seminare und Vorträge in Museen, Universitäten und Kunstschulen in den USA und Kanada.

### Zitate
- Auf die Frage, was er sich vorstellen könne zu tun, wenn er nicht das täte, was er tut, antwortete Matelli während eines Interviews: „Ich habe nie wirklich darüber zu viel nachgedacht, aber ich bin mir sicher, ich wäre schrecklich schlecht darin.“[27][28]

- Zur Kontroverse um den Sleepwalker sagte Matelli, der von der öffentlichen Reaktion auf die Plastik begeistert war: „Jeder bringt zu einem Kunstwerk seine eigene Interpretation, seine eigene Geschichte und sein eigenes Gepäck mit. Ich denke, dass Leute in dieser Arbeit Dinge sehen könnten, die einfach nicht da sind.“[29][17]

## Monografien
- Tony Matelli und Lisa Fischman: Tony Matelli, Leo Koenig (2003)
- Tony Matelli und Marie Nipper: Tony Matelli. A Human Echo, Koenig Books (2013), ISBN 978-3-86335-235-6.